# Alejandro Bedoya
Alejandro Bedoya (Englewood, New Jersey, 1987. április 29. –) amerikai válogatott labdarúgó, a Philadelphia Union középpályása és csapatkapitánya.

## Sikerek
Philadelphia Union
- Supporters' Shield: 2020

USA
- CONCACAF-aranykupa (2): 2013, 2017

## Statisztika

### Góljai a válogatottban
|    | Időpont             | Helyszín                          | Ellenfél   | Gólok | Eredmény | Kiírás              |
| -- | ------------------- | --------------------------------- | ---------- | ----- | -------- | ------------------- |
| 1. | 2013. július 5.     | Qualcomm Stadium, San Diego, USA  | Guatemala  | 6–0   | 6–0      | Barátságos mérkőzés |
| 2. | 2014. szeptember 3. | Generali Arena, Prága, Csehország | Csehország | 1–0   | 1–0      | Barátságos mérkőzés |